# Paul-Eugène Quirion
Pour les articles homonymes, voir Quirion.
Paul-Eugène Quirion, né le 11 septembre 1939 à Saint-Gédéon et mort le 24 décembre 1996 à Saint-Georges, est un homme politique québécois.

## Biographie
Paul-Eugène Quirion est élu député de Beauce-Sud aux élections de 1994. Il est mort en fonction 2 ans plus tard en 1996.